# Sinai (Dakota del Sud)
Sinai és una població dels Estats Units a l'estat de Dakota del Sud. Segons el cens del 2000 tenia 133 habitants.

## Demografia
Segons el cens del 2000, Sinai tenia 133 habitants, 54 habitatges, i 42 famílies. La densitat de població era de 138,8 habitants per km².
Dels 54 habitatges en un 31,5% hi vivien nens de menys de 18 anys, en un 75,9% hi vivien parelles casades, en un 0% dones solteres, i en un 22,2% no eren unitats familiars. En el 18,5% dels habitatges hi vivien persones soles el 13% de les quals corresponia a persones de 65 anys o més que vivien soles. El nombre mitjà de persones vivint en cada habitatge era de 2,46 i el nombre mitjà de persones que vivien en cada família era de 2,83.
Per edats la població es repartia de la següent manera: un 24,8% tenia menys de 18 anys, un 9% entre 18 i 24, un 24,8% entre 25 i 44, un 24,8% de 45 a 60 i un 16,5% 65 anys o més.
L'edat mediana era de 36 anys. Per cada 100 dones de 18 o més anys hi havia 108,3 homes.
La renda mediana per habitatge era de 38.000 $ i la renda mediana per família de 39.750 $. Els homes tenien una renda mediana de 31.875 $ mentre que les dones 23.750 $. La renda per capita de la població era de 17.451 $. Entorn del 4,3% de les famílies i el 5,7% de la població estaven per davall del llindar de pobresa.

## Poblacions més properes
El següent diagrama mostra les poblacions més properes.